# Ponticola syrman
Ponticola syrman је риба из Gobiidae фамилије. Пронађена је у Бугарској, Молдавији, Румунији, Русији, Туркменистану, и Украјини. 
Дужина тела рибе је 18-22 cm. Исхрана се углавном састоји од малих ракова. Мрести се у априлу и мају, мужјак чува гнездо са икром.

## Извор
- World Conservation Monitoring Centre 1996. Neogobius syrman. 2006 IUCN Red List of Threatened Species.  Downloaded on 4 August 2007.